# 吉田道広
吉田 道広（よしだ みちひろ、1992年11月20日 - ）は、日本の俳優。東京都出身。無名塾28期生、YagiRock所属。

## 略歴
2011年無名塾に入塾。無名塾公演と同時に、他の劇団公演にも出演を続け、小泉堯史監督映画「峠　最後のサムライ」（2022）や杉田成道監督「帰郷」（2019）など時代劇作品、現代劇など多岐に亘り活動中。

## 人物
特技：手話、和太鼓、乗馬

## 出演

### 映画
- 2022 「Ribbon」(監督:のん)
- 2022 「峠 最後のサムライ」（監督:小泉堯史） - 牧野忠訓 役
- 2021 短編「いつか、また。」 (監督:飴谷尚亮） - 準主演
- 2020 「OFUKU5.karate」 (監督:阿久津五代子） - 主演
- 2019 「ミセス・ノイズィ」（監督:天野千尋）
- 2019 「ある町の高い煙突」（監督:松村克弥） - 五助 役
- 2019 短編「save the cat」（監督:江口嵩大） - 主演
- 2019 短編「同窓会」 (監督:呉蒙） - 準主演
- 2019 短編「沈めるこころ」 (監督:高山直美） - 主演
- 2015 「NORIN TEN 稲塚権次郎物語」(監督:稲塚秀孝） - 浅沼清太郎 役
- 鬼平犯科帳 血闘（2024年5月10日） - 山崎国之進 役

### CM
- 2022 「リクルートダイレクトスカウト」
- 2022 「プラン・インターナショナル・ジャパン」
- 2022 「良品計画MUJI」
- 2022 「JAバンク」
- 2022 「KDDI au PAYカード」
- 2022 キリンビール「のどごし〈生〉」TVCM
- 2021 丸亀製麺「丸亀うどん弁当」TVCM
- 2021  U-NEXT「映画 & アニメ & 漫画ファン篇」TVCM
- 2021 スカパー!「50chリモコンができるまで」WEBCM
- 2021 秀英予備校「子ども先生篇」「保護者先生篇」TVCM
- 2021 ZDF「Olympia2021」ドイツ国内用TVCM
- 2020 羽田空港 SKY WEDDING HANEDA「光と風 編 」WEBCM
- 2019 富士急ハイランド「トーマスランドでハッピーバースデー!」WEBCM

### ドラマ
- 2022 「復活の軌跡」 中央シャッターWEBドラマ（監督:藤村享平） - 主演
- 2021 NHK「ファミリーヒストリー~舘ひろし篇~」 - 父 役
- 2021 NHK「ファミリーヒストリー~高見沢俊彦篇~」 - 音楽教師 役
- 2019 時代劇専門チャンネル「帰郷」（監督:杉田成道）
- 2017 Amazonプライムビデオ「東京ヴァンパイアホテル」（監督:園子温）
- 2017 時代劇専門チャンネル「小さな橋で」（監督:杉田成道）
- 鬼平犯科帳 SEASON1（時代劇専門チャンネル） - 山崎国之進 役[3]
  - 本所・桜屋敷（2024年1月8日）
  - でくの十蔵（2024年6月8日）
  - 血頭の丹兵衛（2024年7月6日）

### ミュージック ビデオ
- 2021 メメタァ「やんなっちゃうよな」
- 2020 ニアフレンズ「オールタイムラバー」 - 主演

### 舞台
無名塾公演
- 2019 「タルチュフ」
- 2017 「肝っ玉おっ母と子供たち」
- 2015 「おれたちは天使じゃない」
- 2013 「ロミオとジュリエット」
- 2013 「ウィリアム・シェイクスピア」
- 2012 「無明長夜-異説四谷怪談-」

外部公演
- 2021 「マリアの首 幻に長崎を想う曲」（演出:南英二）
- 2021 「安達健太郎と役者が漫才とトークする LIVE」
- 2019 「ギレン。~ Fake or Love ~」（作･演出:高梨由） - 主演
- 2018 「実は素晴らしい家族ということを知ってほしい」（作･演出:矢島弘一）
- 2018 「空気空気空気って!」（作:西島功輔/演出:高梨由）
- 2016 「天竺の壁にもたれて眠る」（作:斎藤栄作 演出:湯澤公敏）
- 2015 「オセロー」（演出:木村龍之介） - モンターノー 役